# Tablas (Filippine)
Tablas è la maggiore delle isole che costituiscono la provincia di Romblon nelle Filippine. Il nome dell'isola è di origine spagnola. Prima della colonizzazione, Tablas era nota come Osigan. All'epoca del primo contatto con gli Occidentali, Osigan aveva una popolazione di duecentocinquanta abitanti che vivevano in piccoli villaggi. Gli abitanti dell'isola erano dediti per lo più alla produzione di cera.
Odiongan, sulla costa centro-occidentale dell'isola, è un porto importante e la maggiore municipalità di Romblon in termini di popolazione. Dal punto di vista amministrativo, Tablas è suddivisa nelle municipalità di Alcantara, Calatrava, Ferrol, Looc, Odiongan, San Agustin, San Andres, Santa Fe e Santa Maria.

## Geografia
L'isola è situata circa 50 km a est della punta meridionale di Mindoro. La punta settentrionale di Tablas è a circa 12 km di distanza da Romblon. Con i suoi 665 m, il monte Payaopao (indicato sulle vecchie mappe come monte Tablas), all'estremità nord-orientale, è la vetta più alta dell'isola e la seconda cima più elevata della provincia (dopo il monte Guiting-Guiting).
Una catena centrale di colline ricoperte da foresta pluviale attraversa Tablas per l'intera lunghezza. La costa occidentale è formata dalle pendici occidentali della catena centrale, ed è stretta e ben definita. Le vette nella parte centrale dell'isola misurano 480-600 m. Al centro dell'isola vi è il monte Bitaogan (660 m), che appare come una sporgenza arrotondata visto da est a ovest e come una sporgenza acuta se visto da nord a sud. Il monte Lunas, alle spalle della baia di Looc, è una cresta nera alta 474 m, lunga e tondeggiante vista da est a ovest e acuta da nord a sud; dopo di esso la catena si interrompe creando il passo che collega la baia di Looc alla città di Alcantara sulla costa orientale. La parte meridionale di Tablas è costituita da un gruppo di numerose colline di forma conica, tutte spoglie a eccezione dei monti Malbug (276 m) e Calaton (255 m), sulla costa orientale, che sono ricoperti da una fitta giungla. La linea costiera è ricoperta prevalentemente da formazioni di mangrovie, con molte spiagge di sabbia corallina e alcune falesie calcaree. La barriera corallina che cinge l'isola è continua tranne che al largo di capo Guinauayan.
Sull'isola non sono presenti buoni approdi naturali, fatta eccezione della baia di Looc, una larga insenatura lungo la costa occidentale, ma approdi sicuri si trovano su entrambi i lati dell'isola, a seconda delle stagioni.
Capo Cabalian, l'estremità meridionale di Tablas, è basso e sabbioso e difficile da distinguere di notte, tanto che durante il periodo coloniale americano vi è stato edificato un faro.